# Paolo Borciani
Paolo Borciani (Reggio nell'Emilia, 21 dicembre 1922 – Milano, 5 luglio 1985) è stato un violinista italiano.

## Biografia
Nipote del deputato socialista, avvocato e sindaco di Reggio Emilia Alberto, figlio di Mario e di Nair Gorisi, dopo aver frequentato il Liceo Classico, si iscrisse alla facoltà di Giurisprudenza ma dopo aver dato solo due esami la abbandonò. Prevalse infatti il talento musicale, emerso in giovanissima età, nello studio del violino.

## Il Quartetto
Nel 1945 costituì il Quartetto Italiano, insieme ad Elisa Pegreffi (secondo violino; diventerà sua moglie nel 1953), Lionello Forzanti (viola), sostituito nel febbraio del 1947 da Piero Farulli, al quale seguirà Dino Asciolla nel 1977, e Franco Rossi (violoncello).

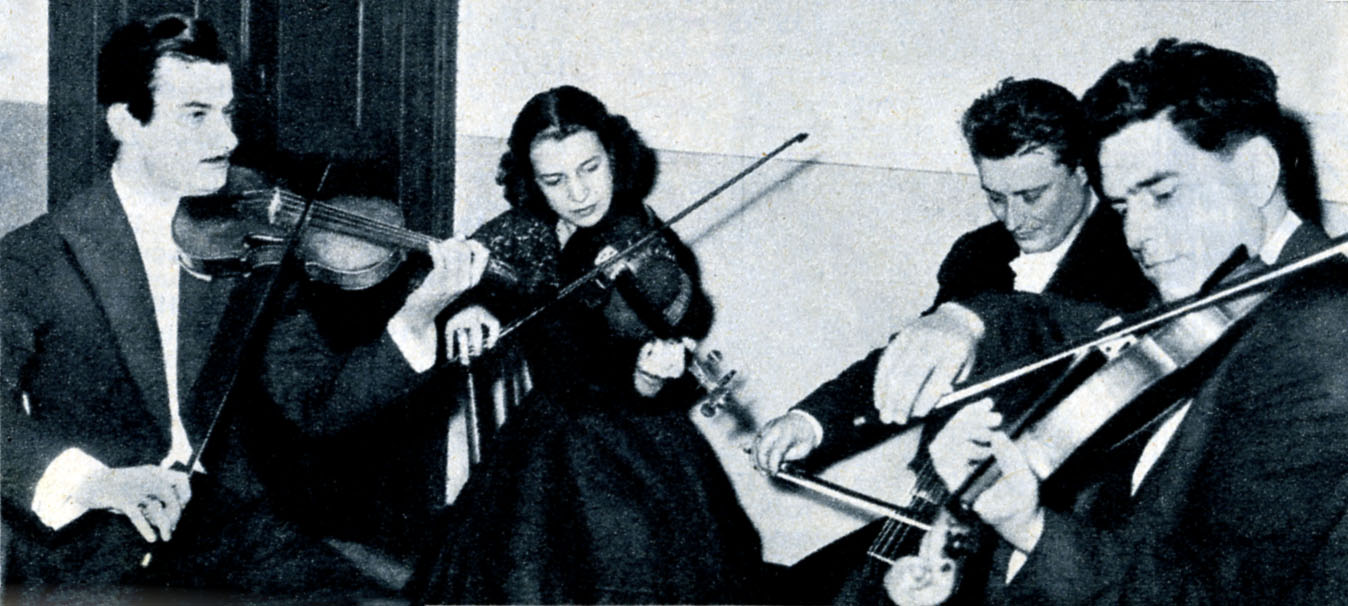
Il Quartetto italiano nel 1955 con Paolo Borciani, Elisa Pegreffi, Franco Rossi e Piero Farulli

Il Quartetto Italiano svolse un'intensa attività concertistica in Europa e negli Stati Uniti (qui, nel 1951, il compositore e critico musicale Virgil Thomson lo definì "indubbiamente il miglior quartetto del nostro secolo"). 
Paolo Borciani fu chiamato a far parte delle giurie di numerosi concorsi internazionali e tenne corsi di perfezionamento e seminari di quartetto d'archi sia in Italia (alle Vacanze Musicali di Venezia, all'Accademia Chigiana di Siena), sia all'estero (Karlsruhe, Friburgo, Stoccolma). 
Fu autore di revisioni e di opere didattiche dedicate al violino e allo stile quartettistico.
L'impegno didattico si esplicò anche per molti anni al Conservatorio Giuseppe Verdi di Milano, tanto nella cattedra di violino quanto nella cattedra di quartetto d'archi (dopo lo scioglimento del Quartetto Italiano).
Nel 1984, Borciani si dedicò a L'arte della fuga di Johann Sebastian Bach, di cui presentò la versione per quartetto in due concerti al Teatro alla Scala (rispettivamente il 26 novembre 1984 e il 28 gennaio 1985): i due violinisti del Quartetto Italiano (Borciani e Pegreffi) furono affiancati da Tommaso Poggi alla viola e Luca Simoncini al violoncello, rispettivamente due dei migliori allievi di Piero Farulli e Franco Rossi, che nello stesso anno insieme a Mario Borciani, unico figlio di Borciani e Pegreffi, avevano iniziato a suonare come trio d'archi. I due concerti al Teatro alla Scala furono seguiti da altre esibizioni a Reggio Emilia e Bergamo..
Ha lasciato numerosi scritti: revisioni di testi e opere di carattere didattico, come Il Quartetto, pubblicato da Ricordi nel 1973.
Paolo Borciani morì all'età di 62 anni, nella notte tra giovedì 4 e venerdì 5 luglio 1985 a Milano.
Nel 1987, per onorare la memoria del grande concittadino, il Comune di Reggio Emilia, con altre istituzioni e privati, ha istituito il Concorso Internazionale per Quartetto d'archi "Premio Paolo Borciani", che si svolge ogni tre anni nella città emiliana e vede la partecipazione di importanti gruppi provenienti da tutto il mondo.
Nel 2005 il figlio Mario Borciani ha donato alla biblioteca del Conservatorio Giuseppe Verdi di Milano l'intera collezione di famiglia, costituita da circa 700 pubblicazioni per quartetto d'archi e per complessi da camera con archi, che spaziano dal '700 a tutto il '900.

## Pubblicazioni
- Paolo Borciani, Esercizi giornalieri per i giovani allievi di violino, Milano, Ricordi, 1972
- Renato Dionisi, Tredici piccole composizioni per violino e pianoforte (1973), revisione di Paolo Borciani, Milano, Suvini Zerboni, 1974
- Jacques-Pierre Rode, 24 Capricci in forma di studio per violino, (revisione di Paolo Borciani), Milano, Ricordi, 1976
- Paolo Borciani, Per la musica moderna e contemporanea. 209 esercizi di tecnica superiore violinistica, simboli grafici, Milano, Ricordi, 1977; rist. Milano, Ricordi, 1998
- Rodolphe Kreutzer, 42 Studi per violino, (revisione di Paolo Borciani), Milano, Ricordi, 1978
- Federico Fiorillo, 36 Capricci per violino, (revisione di Paolo Borciani), Milano, Ricordi, 1981
- Paolo Borciani, Il Quartetto, Milano, Ricordi, 1973; rist. 1980; rist. 1984
- Jakob Dont, Studi e capricci op. 35 per violino (Edizione integrale dei 26 Studi e Capricci), revisione di Paolo Borciani, Milano, Ricordi, [s.a.]; rist. 1984
- Paolo Borciani, Lo studio del violino, Milano, Ricordi, 1986